# 샘 류

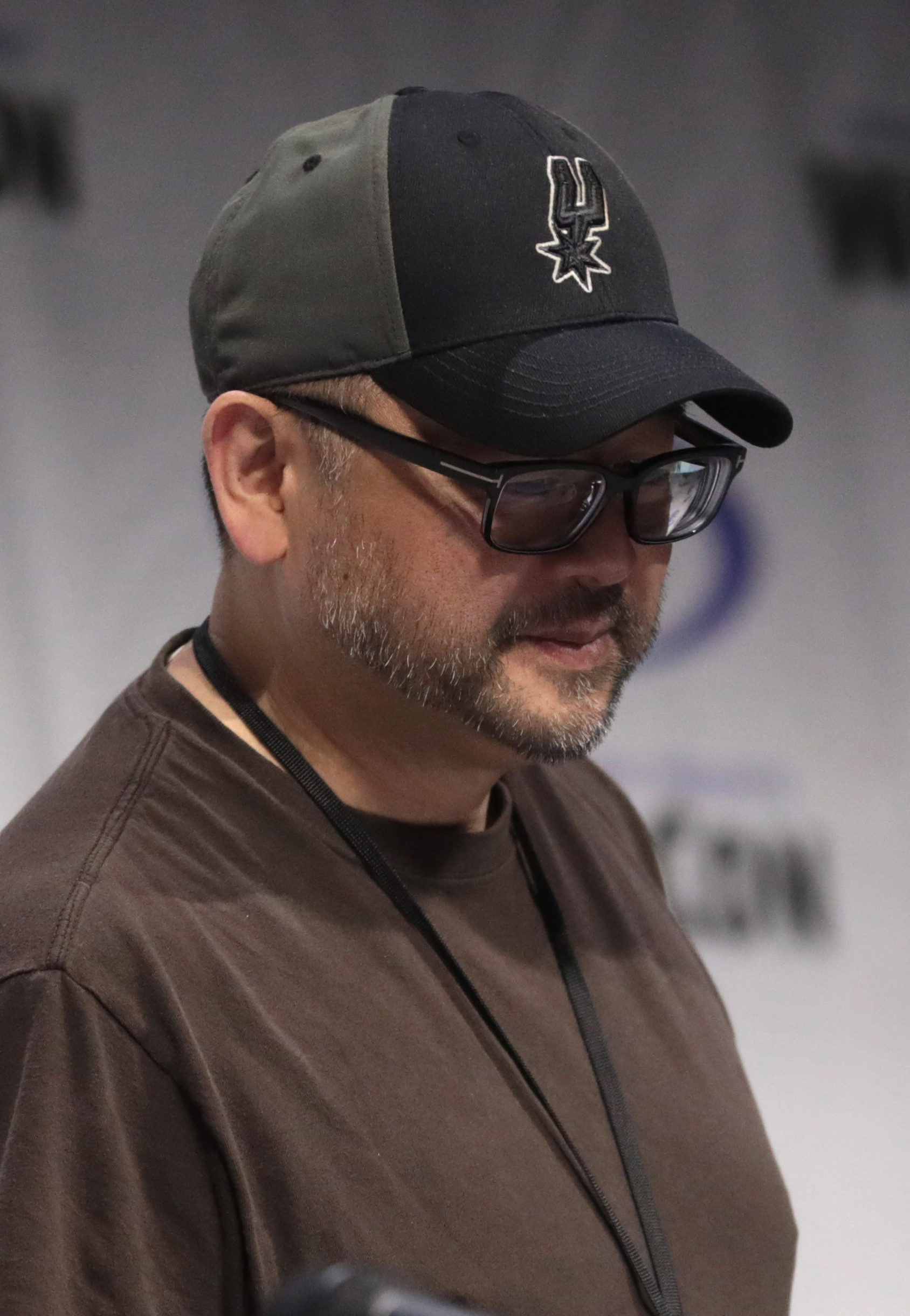

샘 류(영어: Sam Liu)는 미국의 애니메이터이다. 마블 코믹스와 DC 코믹스 원작의 애니메이션 작품을 다수 제작하였다.
그가 감독한 애니메이션 작품은 다음과 같다.
- 헐크 vs.(2008)
- 슈퍼맨/배트맨: 공공의 적(2009)
- 저스티스 리그: 두 지구의 위기(2010) - 로런 몽고메리와 공동
- 플래닛 헐크(2010)
- 올스타 슈퍼맨(2011)
- 배트맨: 이어 원(2011) - 로런 몽고메리와 공동
- 토르: 아스가르드의 전설(2011)

이외에 2006년 TV 애니메이션 더 배트맨의 제작에도 참여해 에미상을 수상하기도 했다.